# Генерал Коцебу (пароход)
«Генерал Коцебу» — российский двухпалубный товаро-пассажирский колёсный пароход смешанного плавания. Был построен по заказу Русского общества пароходства и торговли (РОПиТ) на верфи «C. Mitchell & С°» в Ньюкасл-апон-Тайне в 1866 году. 16 апреля 1895 года потерпел крушение у мыса Тарханкут на западе Крымского полуострова после столкновения с транспортом Черноморского флота «Пендераклия».

## История парохода
Название получил в честь действующего генерал-губернатора Новороссии и Бессарабии Павла Евстафьевича Коцебу.

8 сентября 1866 года газета London Times писала: 
Российское общество пароходства и торговли собирается добавить несколько крупных пароходов для своего флота на Черном море. На верфи C. Mitchell and Co (Ньюкасл-на-Тайне) только что завершили строительство большого колесного парохода для компании. Судно носит имя генерала Коцебу, в честь настоящего губернатора южных провинций России, из главного порта которых, Одессы, оно будет торговать в разных местах Черного моря. Судно длиной 230 футов, шириной —28 футов имеет три класса для размещения пассажиров. Обеденный салон для пассажиров первого класса находится на палубе и имеет элегантно оформленные апартаменты. Стены покрыты деревянными декоративными панелями. Полы покрыты мозаичной плиткой Минтон, которая дает прохладный приятный эффект в интерьере. Второй пароход, аналогичных размеров и конструкции будет называться «Великая княгиня Ольга», вот-вот будет запущен верфью C. Mitchell and Co… Машины «Генерала Коцебу» и «Великой княгини Ольги» имеют 185 лошадиных сил, изготовленные компанией Messrs. Penn and Son в Лондоне. Двигатели были построены с особым вниманием к экономии топлива и оснащены всеми последними улучшениями для этой цели. Очень благоприятный результат показал пробный рейс из Лондона в Ньюкасл. Во время прохождения из Дептфорда в Тайн общее потребление топлива составило всего 18 тонн».
Одно из ключевых событий в истории парохода — открытие Суэцкого канала. «Генерал Коцебу» стал первым российским пароходом, вошедшим в канал 4 (17) ноября 1869 года. В составе делегации на борту парохода находились официальные лица и журналисты. Среди них: директор РОПиТа Николай Матвеевич Чихачёв, государственный и общественный деятель Николай Николаевич Сущов, адмирал Михаил Осипович Дюгамель, горный инженер, журналист Константин Аполлонович Скальковский, гидрограф Михаил Павлович Манганари, участник Крымской войны Александр Алексеевич Киреев, историк и публицист Петр Карлович Щебальский, профессор Новороссийского университета Роберт Васильевич Орбинский, гидротехник Эдуард Иванович Тилло, морской инженер, барон Евгений Богданович Тизенгаузен, высокопоставленный русский чиновник Семён Александрович Мордвинов, военный инженер, журналист Дмитрий Иванович Романов, художник-маринист Иван Айвазовский с младшей дочерью Жанной и другие. Под впечатлением этого события Айвазовским была написана картина «Суэцкий канал» (1869) и ряд других пейзажей Египта.
В 1884 году пароход был капитально перестроен на верфи РОПиТ в Севастополе.
В 1893 году пароход получил серьёзные повреждения, столкнувшись с пароходом РОПиТ «Князь Потёмкин» в Днепро-Бугском лимане. В 1895 году был снова отремонтирован в севастопольском адмиралтействе.
Затонул 16 апреля 1895 года в 12 милях от мыса Тарханкут после столкновения с пароходом Черноморского флота «Пендераклия».

## Дальнейшие события
В 2013 году пароход, лежащий на глубине 44 метров, был обнаружен и обследован сотрудниками Черноморского центра подводных исследований. В результате подводных работ со дна были подняты отдельные предметы: фрагмент палубной плитки Минтона, страховой сертификат Ллойда на якоря и цепи, датированный 1867 годом, столовые посеребренные приборы. Все предметы после реставрации включены в фондовое собрание ГБУ РК «Черноморский центр подводных исследований».
В июне 2018 года команда подводно-исследовательской экспедиции «Нептун» под руководством Романа Дунаева обследовала пароход и обнаружила за слоем ила в большом зале на стене фрагменты 10 картин. Предположительно, они могли быть написаны известным художником-маринистом Иваном Айвазовским. Окончательно установить авторство живописных полотен в настоящее время невозможно  — при подъёме их красочный слой может быть утрачен, а чтобы этого избежать, необходимо провести сложные подготовительные работы.